# アウドロニウス・アジュバリス
アウドロニウス・アジュバリス（Audronius Ažubalis、1958年1月17日 - ）は、リトアニアのジャーナリストで政治家。リトアニア外相（2010年 - 2012年）。1996年から2000年までセイマス議員、2004年から再度セイマス議員。祖国同盟所属。

## 経歴
1976年、ヴィリニュスのアンタナス・ヴィエヌオリス中等学校を卒業し、ヴィリニュス大学に入学。1989年、学位取得（歴史学）。その後米国マカレスター大学のWorld Press Instituteで学んだ。
2010年1月、アンドリュス・クビリュス首相がアジュバリスを外相として大統領に推薦、ダリア・グリバウスカイテ大統領も承認した。2月11日、外相に就任。
| 公職                              | 公職                                                    | 公職                          |
| --------------------------------- | ------------------------------------------------------- | ----------------------------- |
| 先代 ヴィーガウダス・ウシャツカス | リトアニア共和国外務大臣 2010年2月11日 - 2012年12月13日 | 次代 リナス・リンケヴィチュス |